# Kristen (namn)

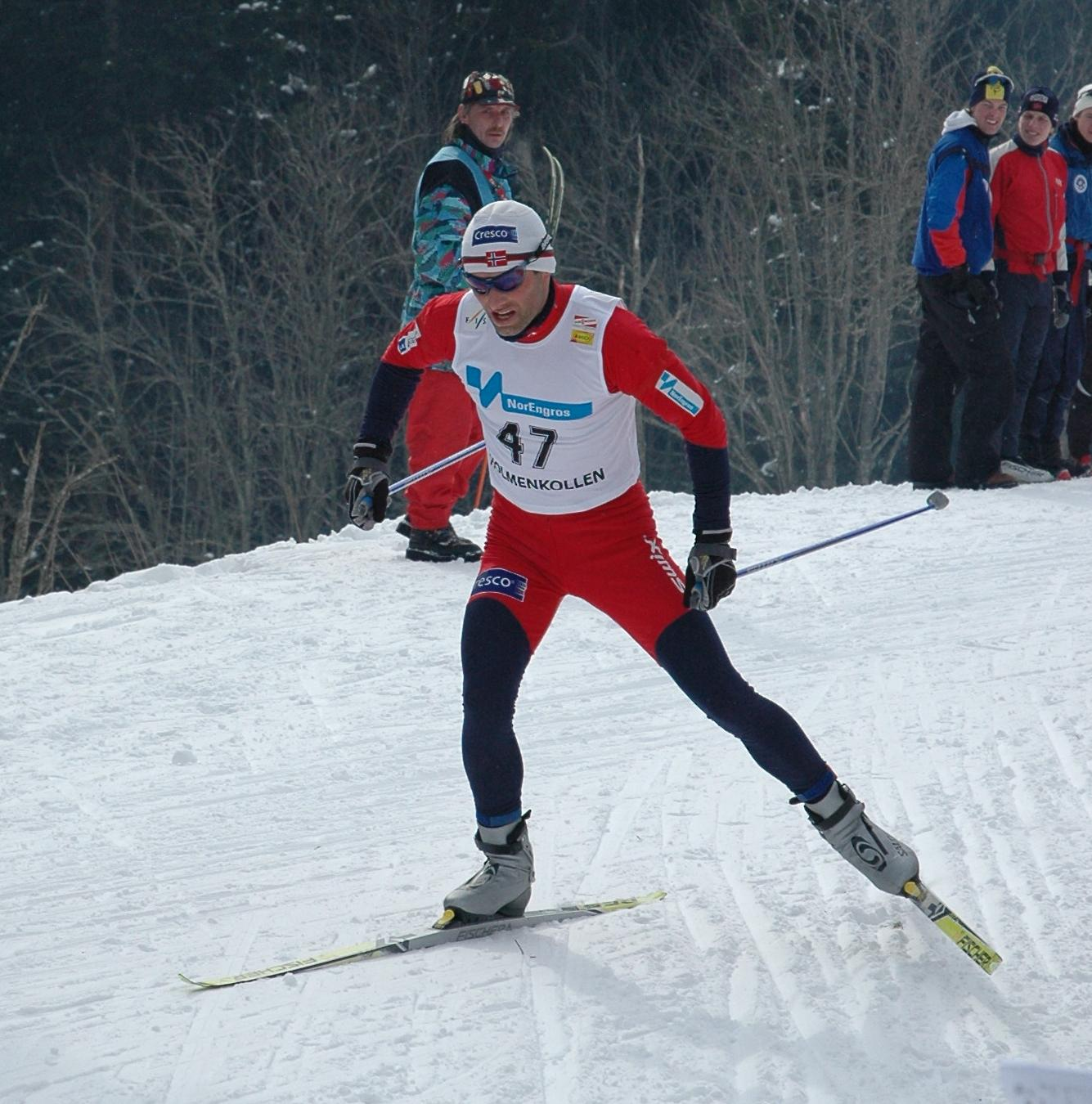
Kristen Skjeldal, 2006.

Kristen är ett amerikanskt kvinnonamn. Kristen var från början ett mansnamn, en annan form av det danska och norska namnet Christian. I engelsktalande länder är Kristen ett kvinnonamn. Kristen är ett alternativ till Kristin, från det skandinaviska namnet Christine.

## Personer med namnet Kristen
- Kristen Caverly - amerikansk simmare
- Kristen McMenamy - modell
- Kristen French - kanadensisk mordoffer
- Kristen Nygaard - dansk fotbollsspelare
- Kristen Skjeldal - norsk OS-guldvinnare i cross-country skiing
- Kristen Stephens - kanadensisk radio DJ
- Kristen Cormier - amerikansk låtskrivare
- Kristen Read - amerikansk författare

### Skådespelare
- Kristen Bell - amerikansk skådespelare
- Kristen Johnston - amerikansk skådespelare
- Kristin Kreuk - kanadensisk skådespelare
- Kristen Stewart - amerikansk skådespelare
- Kristen Wiig - amerikansk skådespelare

### Forskare
- Kristen Bryant - norsk matematiker